# Aurelius von Karthago
Aurelius von Karthago (* vor 391; † um 430) war von ca. 391 bis ca. 430 Bischof von Karthago.
392/392 wurde er als Erzbischof von Kartago und Primas von Afrika Nachfolger von Genethlius. 
Der Inhalt einiger Briefe von Augustinus von Hippo an Aurelius ist erhalten. Unter seiner Leitung fand 418 als Generalkonzil der afrikanischen Provinzen die Synode von Karthago statt, auf welcher der Pelagianismus verurteilt wurde.
Aurelius ist ein Heiliger der Römisch-Katholischen Kirche. Sein Festtag ist der 20. Juli.